# APA style
Lo stile APA (in inglese APA style) è l'insieme delle regole per la pubblicazione di articoli scientifici secondo il metodo raccomandato dall'American Psychological Association (APA).
L'APA pubblica un manuale chiamato Publication Manual che attualmente è alla settima edizione, edita nel 2020.